# USA:s biträdande försvarsminister
USA:s biträdande försvarsminister (engelska: Deputy Secretary of Defense, förkortat DEPSECDEF), är den näst högste befattningshavaren i USA:s försvarsdepartement efter försvarsministern. Biträdande försvarsministern tillsätts, precis som sin närmast överordnade chef, av presidenten med senatens råd och samtycke, och denne får inte heller ha varit officer på aktiv stat närmare än sju år innan utnämningen.

## Bakgrund och roll
Ämbetet som biträdande försvarsminister tillkom i april 1949 genom tillägg till 1947 års National Security Act som försvarsdepartementets statssekreterare (Under Secretary of Defense), men genom lagändring i augusti samma år ändrades det till den nuvarande titeln. President Franklin D. Roosevelts tidigare medarbetare Stephen Early blev den förste ämbetsinnehavaren när hans svors in den 2 maj 1949.
Biträdande försvarsministern kan utöva försvarsministerns laga befogenheter i den mån försvarsministern medger detta, samt i den utsträckning som tillämplig lagtext eller exekutiv order tillåter försvarsministern att delegera ämbetets befogenheter vidare. Den biträdande försvarsministerns roll brukar vara att leda försvarsdepartementets löpande verksamhet, medan försvarsministern fokuserar på de viktigaste ärendena samt verkar som rådgivare åt presidenten. En av biträdande försvarsministerns uppgifter är att leda arbetet med framtagandet av den i lag påbjudna utvärderingen av försvarsväsendet vart fjärde år (Quadrennial Defense Review, förkortat QDR).  

## Biträdande försvarsministrar 1949-
| Nr  | Bild | Namn                     | Tillträde                                      | Avgång                                              | Försvarsminister                                             | President                            | Not    |
| --- | ---- | ------------------------ | ---------------------------------------------- | --------------------------------------------------- | ------------------------------------------------------------ | ------------------------------------ | ------ |
| 1   |      | Stephen Early            | 2 maj 1949 10 augusti 1949                     | 9 augusti 1949 30 september 1950                    | Louis A. Johnson George C. Marshall                          | Harry S. Truman                      | [ 4 ]  |
| 2   |      | Robert A. Lovett         | 4 oktober 1950                                 | 16 september 1951                                   | George C. Marshall                                           | Harry S. Truman                      | [ 5 ]  |
| 3   |      | William C. Foster        | 24 september 1951                              | 20 januari 1953                                     | Robert A. Lovett                                             | Harry S. Truman                      | [ 6 ]  |
| 4   |      | Roger M. Kyes            | 2 februari 1953                                | 1 maj 1954                                          | Charles E. Wilson                                            | Dwight D. Eisenhower                 | [ 7 ]  |
| 5   |      | Robert B. Anderson       | 3 maj 1954                                     | 4 augusti 1955                                      | Charles E. Wilson                                            | Dwight D. Eisenhower                 | [ 8 ]  |
| 6   |      | Reuben B. Robertson, Jr. | 5 augusti 1955                                 | 25 april 1957                                       | Charles E. Wilson                                            | Dwight D. Eisenhower                 | [ 9 ]  |
| 7   |      | Donald A. Quarles        | 1 maj 1957                                     | 8 maj 1959                                          | Charles E. Wilson Neil H. McElroy                            | Dwight D. Eisenhower                 | [ 10 ] |
| 8   |      | Thomas S. Gates          | 8 juni 1959                                    | 1 december 1959                                     | Neil H. McElroy                                              | Dwight D. Eisenhower                 | [ 11 ] |
| 9   |      | James H. Douglas, Jr.    | 11 december 1959                               | 24 januari 1961                                     | Thomas S. Gates Robert S. McNamara                           | Dwight D. Eisenhower John F. Kennedy | [ 12 ] |
| 10  |      | Roswell Gilpatric        | 24 januari 1961                                | 20 januari 1964                                     | Robert S. McNamara                                           | John F. Kennedy Lyndon B. Johnson    | [ 13 ] |
| 11  |      | Cyrus R. Vance           | 28 januari 1964                                | 30 juni 1967                                        | Robert S. McNamara                                           | Lyndon B. Johnson                    | [ 14 ] |
| 12  |      | Paul H. Nitze            | 1 juli 1967                                    | 20 januari 1969                                     | Robert S. McNamara Clark M. Clifford                         | Lyndon B. Johnson                    | [ 15 ] |
| 13  |      | David Packard            | 24 januari 1969                                | 13 december 1971                                    | Melvin R. Laird                                              | Richard Nixon                        | [ 16 ] |
| 14  |      | Kenneth Rush             | 23 februari 1972                               | 29 januari 1973                                     | Melvin R. Laird                                              | Richard Nixon                        | [ 17 ] |
| 15  |      | Bill Clements            | 30 januari 1973                                | 20 januari 1977                                     | Elliot L. Richardson James R. Schlesinger Donald H. Rumsfeld | Richard Nixon Gerald Ford            | [ 18 ] |
| 16  |      | Charles W. Duncan, Jr.   | 31 januari 1977                                | 26 juli 1979                                        | Harold Brown                                                 | Jimmy Carter                         | [ 19 ] |
| 17  |      | W. Graham Claytor, Jr.   | 24 augusti 1979                                | 16 januari 1981                                     | Harold Brown                                                 | Jimmy Carter                         | [ 20 ] |
| 18  |      | Frank C. Carlucci        | 4 februari 1981                                | 31 december 1982                                    | Caspar W. Weinberger                                         | Ronald Reagan                        | [ 21 ] |
| 19  |      | W. Paul Thayer           | 12 januari 1983                                | 4 januari 1984                                      | Caspar W. Weinberger                                         | Ronald Reagan                        | [ 22 ] |
| 20  |      | William Howard Taft IV   | 3 februari 1984                                | 22 april 1989                                       | Caspar W. Weinberger Frank C. Carlucci Richard B. Cheney     | Ronald Reagan George H.W. Bush       | [ 23 ] |
| 21  |      | Donald J. Atwood Jr.     | 24 april 1989                                  | 20 januari 1993                                     | Richard B. Cheney                                            | George H. W. Bush                    | [ 24 ] |
| 22  |      | William J. Perry         | 5 mars 1993                                    | 3 februari 1994                                     | Les Aspin                                                    | Bill Clinton                         | [ 25 ] |
| 23  |      | John M. Deutch           | 11 mars 1994                                   | 10 maj 1995                                         | William J. Perry                                             | Bill Clinton                         | [ 26 ] |
| 24  |      | John P. White            | 22 juni 1995                                   | 15 juli 1997                                        | William J. Perry William S. Cohen                            | Bill Clinton                         | [ 27 ] |
| 25  |      | John J. Hamre            | 29 juli 1997                                   | 31 mars 2000                                        | William S. Cohen                                             | Bill Clinton                         | [ 28 ] |
| 26  |      | Rudy de Leon             | 31 mars 2000                                   | 1 mars 2001                                         | William S. Cohen Donald H. Rumsfeld                          | Bill Clinton George W. Bush          | [ 29 ] |
| 27  |      | Paul Wolfowitz           | 2 mars 2001                                    | 13 mars 2005                                        | Donald H. Rumsfeld                                           | George W. Bush                       | [ 30 ] |
| 28  |      | Gordon R. England        | 13 maj 2005 (som tillförordnad) 4 januari 2006 | 4 januari 2006 (som tillförordnad) 11 februari 2009 | Donald H. Rumsfeld Robert M. Gates                           | George W. Bush Barack Obama          | [ 31 ] |
| 29  |      | William J. Lynn III      | 12 februari 2009                               | 5 oktober 2011                                      | Robert M. Gates Leon Panetta                                 | Barack Obama                         | [ 32 ] |
| 30  |      | Ashton Carter            | 6 oktober 2011                                 | 4 december 2013                                     | Leon Panetta Chuck Hagel                                     | Barack Obama                         | [ 33 ] |
| tf. |      | Christine Fox            | 5 december 2013                                | 1 maj 2014                                          | Chuck Hagel                                                  | Barack Obama                         |        |
| 31  |      | Robert O. Work           | 1 maj 2014                                     | 14 juli 2017                                        | Chuck Hagel Ashton Carter James Mattis                       | Barrack Obama Donald Trump           | [ 34 ] |
| 32  |      | Patrick M. Shanahan      | 19 juli 2017                                   | 23 juni 2019                                        | James Mattis Sig själv                                       | Donald Trump                         | [ 35 ] |
| tf. |      | David Norquist           | 1 januari 2019                                 | 23 juni 2019                                        | Patrick M. Shanahan Mark Esper Richard V. Spencer            | Donald Trump                         | [ 36 ] |
| tf. |      | Richard V. Spencer       | 23 juni 2019                                   | 31 juli 2019                                        | Mark Esper                                                   | Donald Trump                         |        |
| 34  |      | David Norquist           | 31 juli 2019                                   | 8 februari 2021                                     | Mark Esper Lloyd Austin                                      | Donald Trump Joe Biden               | [ 36 ] |
| 35  |      | Kathleen Hicks           | 8 februari 2021                                | sittande                                            | Lloyd Austin                                                 | Joe Biden                            | [ 37 ] |